# Гриша Премель
Гриша Премель (нім. Grischa Prömel, нар. 9 січня 1995, Штутгарт) — німецький футболіст, півзахисник клубу «Гоффенгайм 1899».
Виступав за олімпійську збірну Німеччини.

## Клубна кар'єра
Народився 9 січня 1995 року в місті Штутгарт. Вихованець юнацьких команд футбольних клубів «Штутгартер Кікерс» та «Гоффенгайм 1899».
У дорослому футболі дебютував 2014 року виступами за другу команду «Гоффенгайм 1899», в якій провів один сезон, взявши участь у 24 матчах чемпіонату. Більшість часу був основним гравцем команди.
До складу клубу «Карлсруе СК» приєднався 2015 року. Відтоді встиг відіграти за клуб з Карлсруе 44 матчі в національному чемпіонаті.
У 2017 році підписав трирічний контракт з клубом «Уніон» (Берлін).

## Виступи за збірні
2015 року залучався до складу молодіжної збірної Німеччини. На молодіжному рівні зіграв у 5 офіційних матчах, забив 2 голи.
2016 року  захищав кольори олімпійської збірної Німеччини. У складі цієї команди провів 4 матчі. У складі збірної — учасник футбольного турніру на Олімпійських іграх 2016 року у Ріо-де-Жанейро.

## Титули і досягнення
Німеччина (ол.)
- Срібний призер Олімпійських ігор (1): 2016